# Джеймс Драммонд

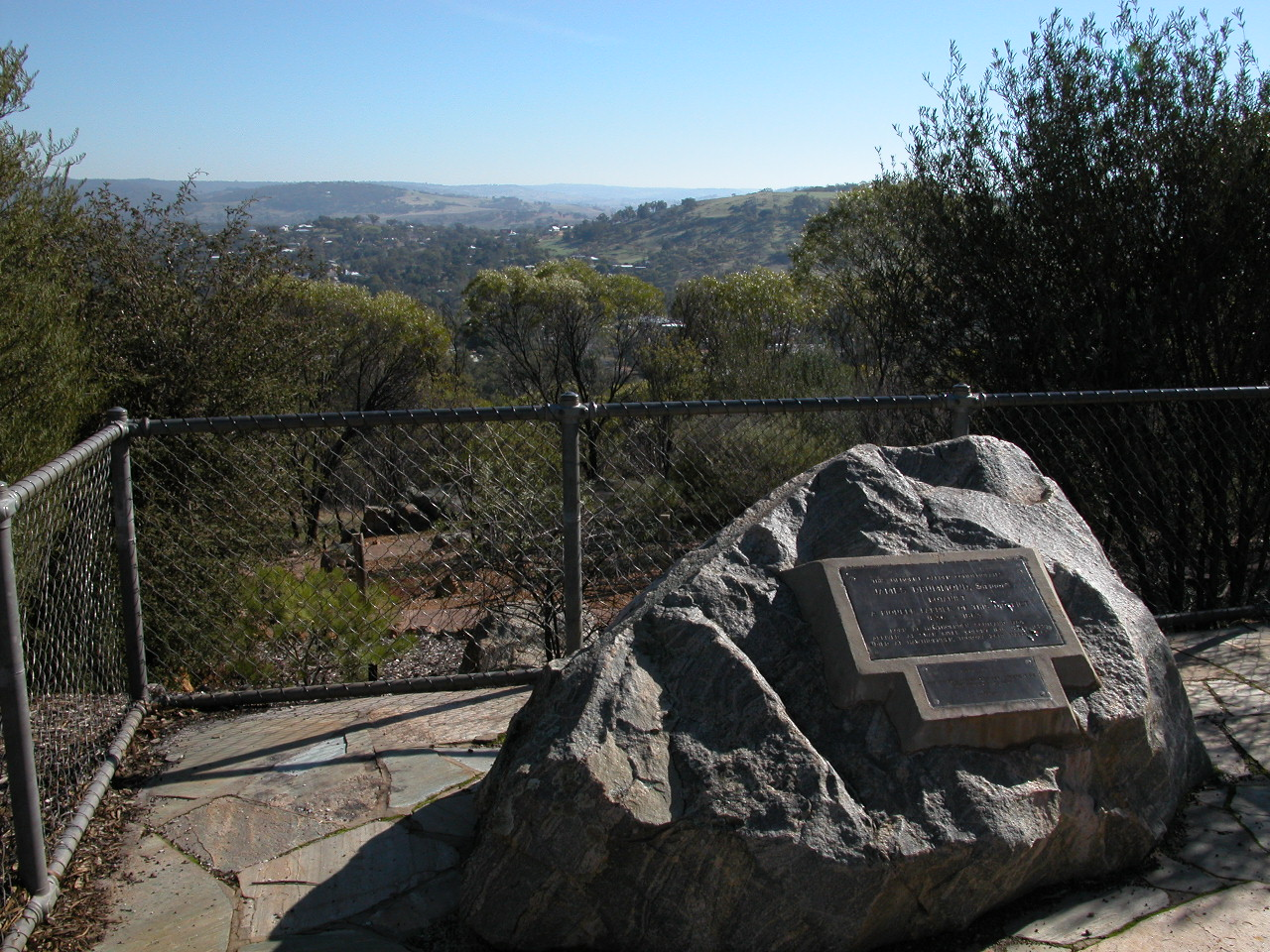
Меморіал Джеймса Драммонда в Західній Австралії, 29 травня 2004 року

Джеймс Драммонд (англ. James Drummond, кінець 1786 або початок 1787 — 27 березня 1863) — шотландсько-австралійський ботанік, міколог, натураліст та колекціонер рослин.

## Біографія
Джеймс Друммонд народився наприкінці 1786 або на початку 1787 року. Він був хрещений 8 січня 1787 року.
З 1808 року він був куратором Ірландських ботанічних садів у місті Корк до міграції у Австралію у 1829 році разом зі своєю дружиною та шістьма дітьми.
До переїзду у Австралію Джеймс Драммонд був також співробітником Лондонського Ліннеївського товариства у 1810 році та опублікував декілька наукових робіт про ірландські рослини.
Драммонд був урядовим натуралістом Західної Австралії, але більше працював в ролі ботаніка. Він був також призначений начальником садів уряду та отримував зарплату 100 фунтів стерлінгів.
З 1835 року Драммонд почав збір зразків рослин та насіння для експорту в Англію. У його колекціях були сотні нових видів рослин.
Джеймс Драммонд помер 27 березня 1863 року.

## Наукова діяльність
Джеймс Драммонд спеціалізувався на насіннєвих рослинах та на мікології.